# Демонология (Яков VI)
«Демонология» (англ. Daemonologie), «Демонология в форме диалога» (англ. Daemonologie, in Forme of a Dialogue) — демонологический трактат шотландского короля Якова VI, опубликованный в 1597 году в Эдинбурге. В 1603 году он стал английским королём под именем Яков I после чего занял более сдержанную позицию в отношении обвинений в колдовстве. В 1603 году трактат был дважды переиздан в Лондоне. После этого он был переведён на латинский, французский и нидерландский языки. Книга считается первым шотландским демонологическим трактатом. Написан в форме сократического диалога между Филоматом (Philomathes) и Эпистемоном (Epistemon). На Британских островах ведовские процессы не получили столь широкого распространения как в континентальной Европе, однако деятельность короля  активизировала их в Шотландии и, по некоторым утверждениям, в Англии. В 1604 году был издан акт квалифицирующий колдовство как светское уголовное преступление, а расследование было передано в ведение государства вместо церковных институтов.  

## Создание
Существует несколько точек зрения, почему шотландский король, не проявлявший интереса к ведовским процессам до 1590 года обратился к такой теме. Историк Дебора Уиллсон предположила, что это объясняется его тяжёлым детством, которое прошло «без нежной привязанности» к родителям, а также историческими условиями, в которых проходило его политическое становление. Эти факторы, по её наблюдению, вызвали его чувствительность «к теме смерти и воспитали страх перед ведьмами с ранних лет». Такой подход оспаривался в научной литературе. По распространённой версии, труд короля появился в качестве ответа на критику ведовских процессов со стороны английских интеллектуалов. Историк Стюарт Кларк писал, что «хотя очевидной целью трактата было просто опровергнуть двух главных скептиков, Реджинальда Скота и Иоганна Вейера, трактат был призван вместе с другими теологическими и политическими работами, продемонстрировать интеллектуальную и религиозную bona fides Якова I, как правителя».  
По распространённой точке зрения, обращение короля к демонологии было вызвано событиями, к которым он оказался лично причастен. В августе 1589 года в Копенгагене был заключён брак по доверенности между Яковом VI и датской принцессой Анной. В следующем месяце она отплыла в Шотландию, однако из-за штормов в Северном море корабль был вынужден вернуться в Норвегию. Нетерпеливый жених снарядил шотландский флот и прибыл к Анне в Осло, где 23 ноября состоялась свадьба. Молодожёны оставались во владениях датского короля до весны следующего года. Предполагается, что в этот период король познакомился с континентальной демонологической традицией, так как на Британских островах ведовские процессы не получили большого распространения. В апреле 1590 года Яков с женой отправились в Эдинбург. Плавание оказалось крайне тяжёлым и они едва не погибли во время шторма. Находясь в Эдинбурге до них дошли вести, что шесть датских ведьм были обвинены в том, что вызвали шторм и по результатам суда казнены. Историк Кристина Лэрнер считала, что морские злоключения и общение во время нахождения в Датском королевстве повлияли на шотландского короля в вопросе отношения к колдовству. Так, в этом отношении видимо определяющим стало знакомство с философом, лютеранским богословом Нильсом Хеммингсеном (Niels Hemmingsen). 
В 1590—1591 годах проходил ведовской процесс в шотландском Норт-Берике. Первоначально король не принимал в нём участие, но после того как обвиняемые стали давать показания, что они вошли в сговор со своими датскими «коллегами» по цеху с целью его погубить. Начиная с осени 1590 года Яков стал лично присутствовать на процессе, допрашивать обвиняемых, был свидетелем пыток и  принимал участие в вынесении смертного приговора главным обвиняемым — повитухе Агнес Сэмпсон и доктору Джону Фиану. В 1591 году появился памфлет «Новости из Шотландии», автором которого называют Джеймса Кармайкла, министра пресвитерианской Церкви  Шотландии. Сведения из этого издания повлияли на текст трагедии Уильяма Шекспира «Макбет» (1603—1606). В 1597 году в Эдинбурге был издан трактат «Демонология в форме диалога» Якова VI, ставший первым трудом такого рода в Шотландии. Памфлет «Новости из Шотландии» был включён в первое издание трактата в виде последней главы и после этого традиционно стал частью книги. Трактат был написан под влиянием трактата «Демономания колдунов» (1580) Жана Бодена. Король сообщал в предисловии, что не стал подробно останавливаться на магических ритуалах и ходе процессов, так про это можно прочесть у Бодена. Несмотря на влияние и заимствование в построении книги, терминологии, классификации, общественной опасности колдовства и дифференциации наказаний у короля были и отличия со своим предшественником. Так, король в отличие от Бодена, не признавал смягчающих обстоятельств для членов колдовских сект и настаивал на самых суровых наказаниях. По сравнению со временем судов в Норт-Берике, где доказательства добывались во время пыток, в «Демонологии» рекомендовалось основываться на свидетельствах других обвиняемых ведьм и колдунов. Однако, так как такие показания были зачастую ненадёжными, то наиболее верным средством в изобличении ведьм признавались поиски метки дьявола и ордалии холодной водой. Ордалии водой («плавание») были запрещены в Англии в 1219 году, но по некоторым сведениям всё же применялись. Король высказал предположение, что его рассуждения относительно доказательств в ведовских процессах могут оказаться полезными в расследованиях и рекомендовал судам принять его «добрые пожелания». 
Считается, что после того как в 1603 году шотландский король стал английским королём под именем Яков I его отношение к изобличению колдовства изменилось и он стал скептиком в этом вопросе. Историк Стюарт Кларк возражал против такого подхода и настаивал, что «не существует каких-либо серьёзных доказательств того, что Яков I когда-либо менял своё мнение относительно базовых канонов своей демонологической теории, особенно в отношении возможности договора с дьяволом». Кларк отмечал, что отношение к ведовству короля было связано не с его личной позицией, а английскими традициями. Кроме того, он отрицал, что распространение процессов против ведьм в Англии было связано с позицией короля. 